# Giuseppe Grassi (ciclista)
Giuseppe Grassi (Seano, 5 ottobre 1942) è un ex ciclista su strada italiano, professionista dall'agosto 1965 al 1972. Ottenne un'unica vittoria, il G.P. Cemab - Mirandola nel 1966; colse anche importanti piazzamenti, in alcune semiclassiche del panorama italiano: chiuse quinto al Gran Premio Montelupo 1966 e al Giro di Toscana 1970, sesto alla Milano-Vignola 1966, settimo alla Coppa Sabatini 1968.

## Palmarès
- 1959 (dilettanti)

Giro del Montalbano
- 1960 (dilettanti)

Giro del Montalbano
- 1964 (dilettanti)

La Nazionale a Romito Magra
- 1966 (Filotex, una vittoria)

G.P. Cemab - Mirandola

## Piazzamenti

### Grandi Giri
- Giro d'Italia

1966: 72º
1967: 69º
1968: 81º
1969: 77º
1970: 86º

### Classiche monumento
- Milano-Sanremo

1967: 39º
1968: 48º
1970: 30º